# 泽桥山古墓葬群
泽桥山古墓葬群，位于中国广东省韶关市乳源县侯公渡镇，为乳源县文物保护单位，类型为古墓葬，公布时间为2000年8月25日。
泽桥山古墓葬群的历史年代为南朝。